# Zollernia modesta
Zollernia modesta, também conhecido como orelha-de-onça ou mucitaíba-preta-de-folha-muída, é uma espécie de planta do gênero Zollernia e da família Fabaceae.
Distribuição da Bahia ao norte do Espírito Santo, na Floresta Pluvial Tropical Atlântica. Floração de fevereiro a março.Coletada em fruto em agosto.

## Taxonomia
A espécie foi descrita em 1993 por André Maurício Vieira de Carvalho e Rupert Charles Barneby.
Esta espécie é similar a Zollernia glaziovii Yakovlev no tamanho da folha e da inflorescência, porém, difere na nervação, sendo ascendente e reta (com as nervuras secundárias formando um ângulo de 30° com a nervura principal), e nas folhas obovado-elípticas; em Z. glaziovii, as nervuras não são ascendentes (formando um ângulo de 50 a 60° com a nervura centra) e as folhas são oblongo-elípticas.

## Forma de vida
É uma espécie terrícola e arbórea.

## Descrição
| Folha          | Folha |
| -------------- | --- |
| folha          | simples/alterna/obovada a elíptica/coriácea/glabra/nervação broquidódroma/base cuneada/ápice agudo a obtuso |
| estípula       | glabra/subulada/caduca                                                                                      |
| pecíolo        | canaliculado/glabro                                                                                         |
| Inflorescência | |
| racemosa       | em fascículo/axilar a terminal/6 a 17 flor por racemo                                                       |
| bráctea        | tomentosa/deltada                                                                                           |
| bractéola      | subulada/tomentosa/inserida na metade superior do pedicelo                                                  |
| pedicelo       | fulvo a rufo tomentoso                                                                                      |
| botão-floral   | assimétrico elíptico/ápice acuminado tomentoso                                                              |
| Flor           | |
| flor           | zigomorfa/hipanto ausente                                                                                   |
| cálice         | espataceo/unilobado/cartáceo/glabro na face interna da base/piloso no ápice                                 |
| pétala         | 5/rosa a lilás/asa levemente maior e quilha levemente menor                                                 |
| estame         | 10 |
| filete         | glabro |
| antera         | subulada/glabra                                                                                             |
| gineceu        | rufo seríceo rufo serícea                                                                                   |
| ovário         | estreitamente elíptico/rufo seríceo/9 a 11 óvulo/estilete encurvado glabro                                  |
| Fruto          | |
| drupa          | globoso |
| Semente        | |
| semente        | 1 a 3 |

## Conservação
A espécie faz parte da Lista Vermelha das espécies ameaçadas do estado do Espírito Santo, no sudeste do Brasil. A lista foi publicada em 13 de junho de 2005 por intermédio do decreto estadual nº 1.499-R.

## Distribuição
A espécie é encontrada nos estados brasileiros de Bahia e Espírito Santo.
Em termos ecológicos, é encontrada no domínio fitogeográfico de Mata Atlântica, em regiões com vegetação de floresta estacional semidecidual e floresta ombrófila pluvial.